# Мубарак ас-Сабах
Мубарак ас-Сабах Великий (араб. مبارك الكبير; нар. 1837 — пом. 28 листопада 1915) — сьомий емір Кувейту.

## Біографія
Був четвертим сином кувейтського еміра Сабаха II. 1866 року після смерті останнього владу в країні успадкував старший син Сабаха Абдаллах II.
1871, 1892 та 1894 року Мубарак брав участь у військових кампаніях у складі османської армії в Хасе, Катарі та Південному Іраку. 1879 року отримав у нагороду за військову службу звання головного імператорського конюшого.
1892 року після смерті Абдалли II кувейтський престол зайняв наступний брат Мухамад. Прийшовши до влади, останній запропонував своїм братам Мубараку та Джаррі розділити з ним владу. Джарра почав керувати фінансами, а Мубарака відрядили подалі від столиці для умиротворення бедуїнів.
Мубарак мав підтримку крупного торговця Юсуфа ібн Абдалли аль-Ібрагіма, далекого родича династії ас-Сабах і довіреної особи губернатора Басри. Він вирішив організувати державний переворот за допомогою Мубарака. Можливо, Юсуф сам розраховував зайняти трон, а Мубарак був потрібний йому лише як зброя. 17 травня 1896 року Мубарак зі своїми синами Джабіром і Салімом, а також кількома слугами вдерся до палацу Мухамада. Мубарак особисто застрелив свого старшого брата. Зброя Джабіра не спрацювала, але Джарру змогли вбити слуги Мубарака. Останній одразу ж оголосив себе новим правителем Кувейту.
Юсуф аль-Ібрагім розраховував на інший результат перевороту. Він негайно вирушив до Басри зі скаргами на дії Мубарака, а для більшої переконливості прихопив із собою синів убитих Мухамада та Джарри. 1897 року біля берегів Кувейту з'явився турецький флот. Мубарак звернувся по допомогу до англійців, але отримав відмову: ті не бажали поки втягуватись у війну з османами. Одночасно Мубарак написав багдадському губернатору і стамбульському муфтію, намагаючись переконати їх у брехливості чуток про причетність Великої Британії до змови та сподіваючись отримати посаду каймакама, як його брат. За допомогою щедрих подарунків його офіційно затвердили на тій посаді у грудні 1897 року, а турецький флот відступив.
1898 року Юсуф аль-Ібрагім знову вдався до спроби повернути перебіг подій у потрібне русло, та знову англійці відмовили еміру Мубараку в наданні допомоги. Однак того ж року у Росії виникла ідея будівництва залізниці Багдад-Кувейт. Довідавшись про це, британська влада, щоб не втратити вплив на Близькому Сході, надали вказівки своєму резиденту у Перській затоці Міду укласти угоду з Мубараком, щоб вивести Кувейт з-під формальної влади османів. 18 січня 1899 року під час полювання, а не перемовин в офіційній обстановці, сторони підписали угоду про те, що емір Мубарак і його наступники не будуть вдаватись до самостійних кроків у зовнішній політиці, не порадившись із Великою Британією. При цьому англійці не брали на себе жодних зобов'язань навіть з оборони Кувейту, втім пообіцяли щороку надавати еміру фінансову допомогу. Перший внесок склав 15 тисяч індійських рупій. Підписана угода не була договором між двома суверенними державами; сторони присягнулись тримати в таємниці не лише зміст, але й сам факт укладання угоди.
Отримавши британську підтримку, Мубарак спробував розширити сферу свого впливу та 1901 року вдерся до Неджда, де тоді володарювали шаммари з дому аль-Рашид. За спиною Мубарака стояли англійці, яким було вигідне послаблення союзного туркам Джебель-Шаммара. Однак 17 березня в битві при Сарифі військо Мубарака зазнало нищівної поразки, і йому довелось думати не про панування над усією Аравією, а про утримання влади в Кувейті. Скориставшись послабленням ас-Сабаха, турки-османи спробували повернути Кувейт під свій контроль, але того разу британці відгукнулись на прохання Мубарака про допомогу. У вересні 1901 року Велика Британія та Османська імперія юридично закріпили статус-кво, відповідно до якого жодна зі сторін не мала права тримати в Кувейті свої війська.
У розпал кувейтської кризи син недждійського еміра Абдуррахмана, Абдель-Азіз ібн Сауд, який жив при дворі ас-Сабахів, здійснив зухвалу, але успішну спробу захоплення своєї колишньої столиці, міста Ер-Ріяд. Попри те, що обидва правителі претендували на роль лідера серед арабських племен, їм удавалось підтримувати дружні стосунки: Абдель Азіз називав Мубарака «батьком», а той його — «сином».
Мубарак Великий зробив низку кроків для зміцнення позицій Лондона на противагу Стамбулу: 1904 року Велика Британія отримала ексклюзивне право на відкриття поштової служби в Кувейті; в 1905—1906 роках Кувейт домігся права відряджати у плавання судна під своїм власним прапором, а не під османським; у жовтні 1907 року Британія здобула виняткове право на будівництво залізничних об'єктів у Кувейті, а 1909 року — право на проведення робіт з пошуку нафти. За таке Мубарак отримав від англійців 4 тисячі фунтів й обіцянку визнання незалежності Кувейту. Під тиском англійців османи проголосили Мубарака не «каймакамом», а «правителем Кувейту та головою його племен».
Англо-османська конвенція 1913 року визначила статус Кувейту як автономного району у складі Османської імперії. Турки навіть отримали право відрядити до Кувейту свого чиновника, чого не траплялось за останні 150 років. В обмін на такі поступки за Мубараком було офіційно закріплено політичну владу у 80-кілометровій зоні навколо столиці, до складу якої увійшли острови Бубіян, Файлака, Варба та інші, більш дрібні. Право еміра на стягнення податків поширювалось на 100-кілометрову зону.
Під час Першої світової війни кувейтський емір Мубарак відкрито приєднався до англійців і в листопаді 1914 року відрядив свої війська, щоб вигнати турків з Умм-Касра, Сафвана, Бубіяна та Басри. Окрім того, Кувейт надавав матеріально-технічну підтримку британським військам, які діяли в Месопотамії, й допомагав евакуювати поранених до Індії. На знак подяки 1914 року Велика Британія визнала Кувейт «незалежною державою під британським захистом», тобто, Кувейт став протекторатом Британії.
В останні роки життя Мубарак страждав на малярію. Під час чергового нападу у нього відмовило серце, й 28 листопада 1915 року емір Мубарак Великий помер. У нього лишилось двоє синів: Джабір і Салім, які утворили дві гілки династії ас-Сабах. Відповідно до чинного закону Кувейт мають очолювати представники кожної з тих гілок по черзі. Ніхто, окрім безпосередніх нащадків Мубарака не може зайняти трон Кувейту.